# Bismuthinit
Bismuthinit, veraltet auch als Wismutglanz sowie unter seiner chemischen Bezeichnung Bismut(III)-sulfid bekannt, ist ein häufig vorkommendes Mineral aus der Mineralklasse der „Sulfide und Sulfosalze“. Er kristallisiert im orthorhombischen Kristallsystem mit der chemischen Zusammensetzung Bi2S3, besteht also aus Bismut und Schwefel im Verhältnis 2 : 3.
Bismuthinit ist in jeder Form undurchsichtig und entwickelt nur selten idiomorphe, nadelige bis prismatische Kristalle, die allerdings bis 12 Zentimeter groß werden können. Meistens findet er sich in form dünnblättriger, faseriger oder massiger Mineral-Aggregate von bleigrauer bis zinnweißer Farbe und metallischem Glanz. Mit der Zeit kann Bismuthinit gelblich oder bunt irisierend anlaufen.
Mit Stibnit (Antimonit, Sb2S3) bildet Bismuthinit eine Mischkristallreihe.

## Etymologie und Geschichte
Eine erste Erwähnung des Minerals findet sich bereits 1758 in den Mineralogischen Aufzeichnungen von Axel Frederic Cronstedt (1722–1765), dort allerdings unter der Bezeichnung „visimutum sulphure mineralisatum“. 1789 prägte Abraham Gottlob Werner den Begriff „Wismutglanz“ (siehe auch Glanze) und 1832 wählte François Sulpice Beudant den Namen „Bismuthin“ (französisch bismuthine) aufgrund des enthaltenen Elements Bismut (französisch bismuth).
Im Deutschen blieb das 'h' zwar erhalten, obwohl nach der neulateinischen Bezeichnung bismutum eigentlich unnötig, jedoch setzte sich die 1868 von James Dwight Dana gewählte Schreibweise Bismuthinit (englisch bismuthinite) mit dem für die meisten Mineralnamen einheitlichen Anhang -it durch.
Aufgrund der ähnlichen Schreibweise besteht allerdings Verwechslungsgefahr mit dem Bismutoxid Bismit und dem Bismutcarbonat Bismutit.

## Klassifikation
In der veralteten 8. Auflage der Mineralsystematik nach Strunz gehörte der Bismuthinit zur Mineralklasse der „Sulfide und Sulfosalze“ und dort zur Abteilung „Sulfide mit M : S < 1 : 1“, wo er gemeinsam mit Guanajuatit, Paxit und Stibnit sowie im Anhang mit Kermesit und Ottemannit in der „Antimonit-Reihe“ mit der Systemnummer II/C.02 steht.
In der zuletzt 2018 überarbeiteten Lapis-Systematik nach Stefan Weiß, die formal auf der alten Systematik von Karl Hugo Strunz in der 8. Auflage basiert, erhielt das Mineral die System- und Mineralnummer II/D.08-040. Dies entspricht der Klasse der „Sulfide und Sulfosalze“ und dort der Abteilung „Sulfide mit dem Stoffmengenverhältnis Metall : S,Se,Te < 1 : 1“, wo Bismuthinit zusammen mit Antimonselit, Guanajuatit, Metastibnit, Ottemannit, Pääkkönenit und Stibnit eine unbenannte Gruppe mit der Systemnummer II/D.08 bildet.
Die von der International Mineralogical Association (IMA) zuletzt 2009 aktualisierte 9. Auflage der Strunz’schen Mineralsystematik ordnet den Bismuthinit in die Klasse der „Sulfide und Sulfosalze (Sulfide, Selenide, Telluride, Arsenide, Antimonide, Bismutide, Sulfarsenide, Sulfantimonide, Sulfbismutide)“ und dort in die Abteilung „Metallsulfide mit M : S = 3 : 4 und 2 : 3“ ein. Hier ist das Mineral in der Unterabteilung „M : S = 2 : 3“ zu finden, wo es zusammen mit Antimonselit, Guanajuatit, Metastibnit und Stibnit die „Stibnitgruppe“ mit der Systemnummer 2.DB.05a bildet.
In der vorwiegend im englischen Sprachraum gebräuchlichen Systematik der Minerale nach Dana hat Bismuthinit die System- und Mineralnummer 02.11.02.03. Das entspricht der Klasse der „Sulfide und Sulfosalze“ und dort der Abteilung „Sulfidminerale“. Hier findet er sich innerhalb der Unterabteilung „Sulfide – einschließlich Seleniden und Telluriden – mit der Zusammensetzung AmBnXp, mit (m+n):p=2:3“ in der „Stibnitgruppe (Orthorhombisch: Pbnm)“, in der auch Stibnit, Antimonselit und Guanajuatit eingeordnet sind.

## Kristallstruktur

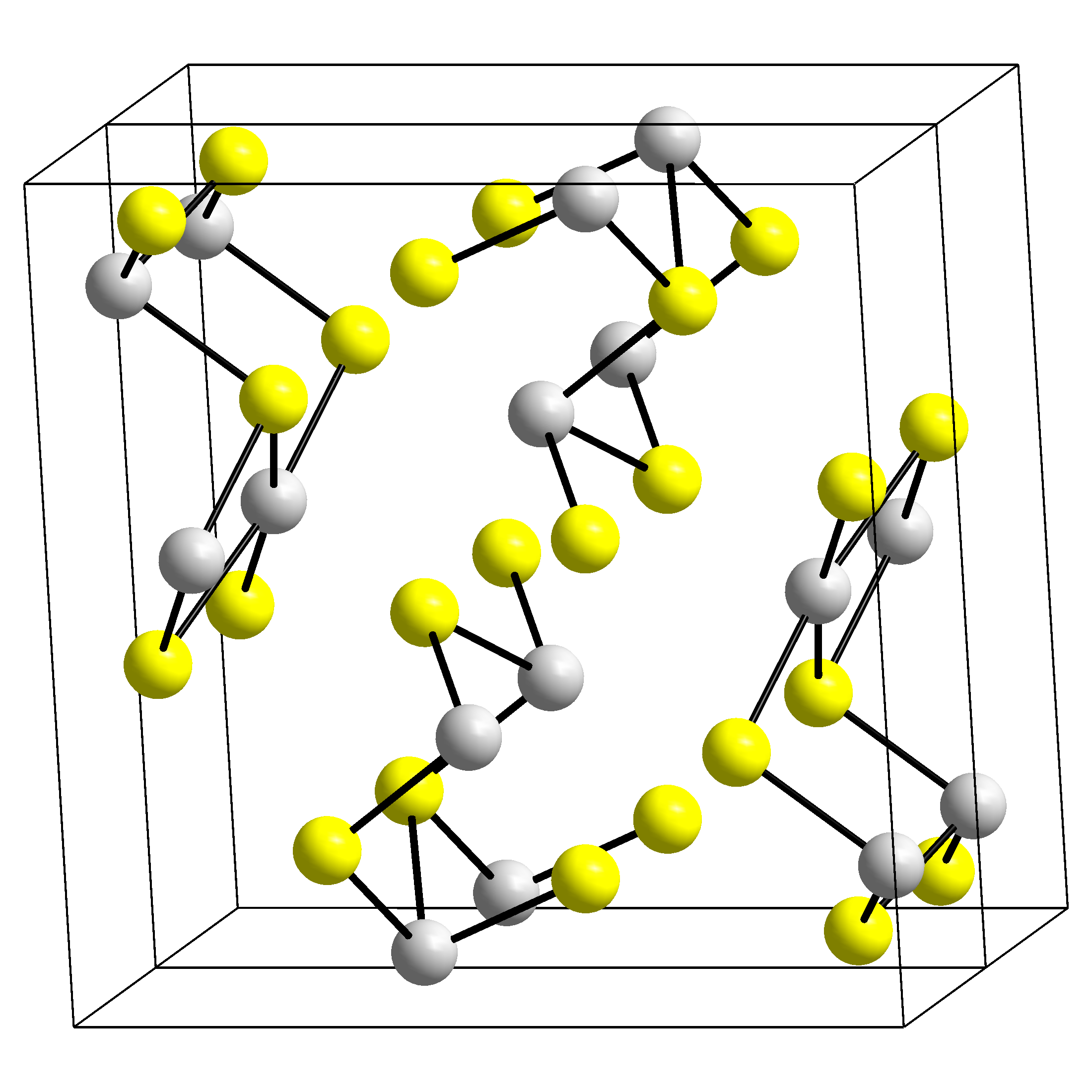
Kristallstruktur von Bismuthinit

Bismuthinit kristallisiert isotyp mit Stibnit im orthorhombischen Kristallsystem in der Raumgruppe Pbnm (Raumgruppen-Nr. 62, Stellung 3) mit den Gitterparametern a = 11,59 Å; b = 11,75 Å und c = 3,40 Å sowie vier Formeleinheiten pro Elementarzelle.

## Eigenschaften
Bismuthinit ist leicht löslich in heißer Salpetersäure (HNO3). Die Lösung wird unter Zugabe von Wasser trübe.
Aufgrund seines niedrigen Schmelzpunktes von 685 ° schmilzt Bismuthinit bereits in einer Kerzenflamme.

## Bildung und Fundorte

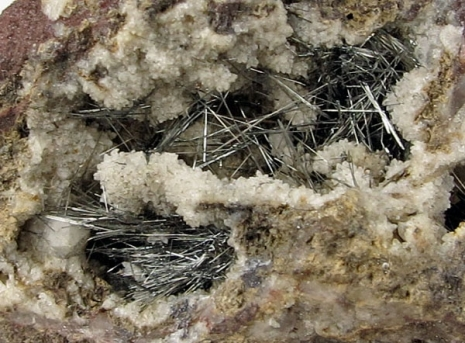
Feinnadeliger Bismuthinit als Drusenfüllung in Quarz aus Cornwall, England (Gesamtgröße: 5,8 × 4,7 × 3,7 cm)

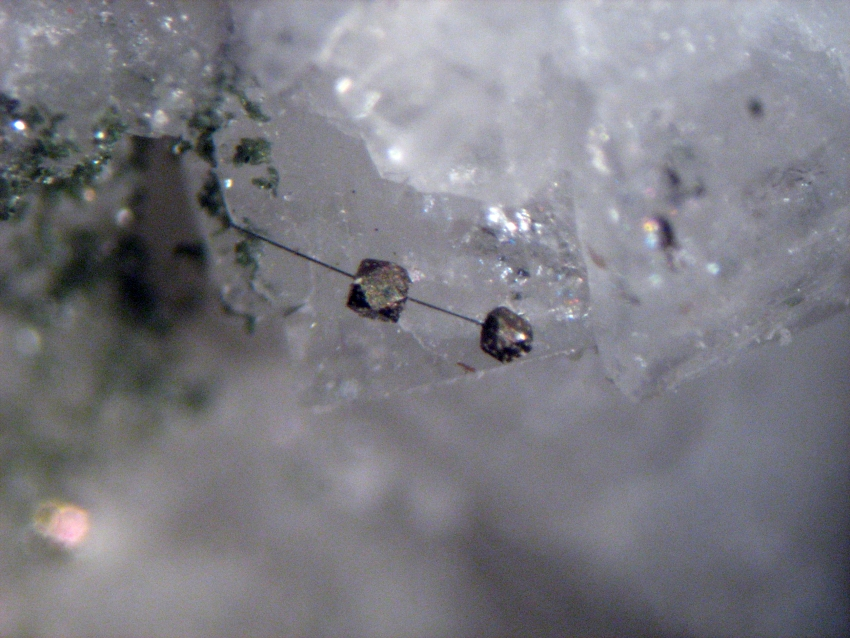
Zwei Pyritwürfel von einer ca. 1 mm langen Bismuthinitnadel "aufgespießt". Fundort: Steinbruch Beura, Beura-Cardezza, Italien

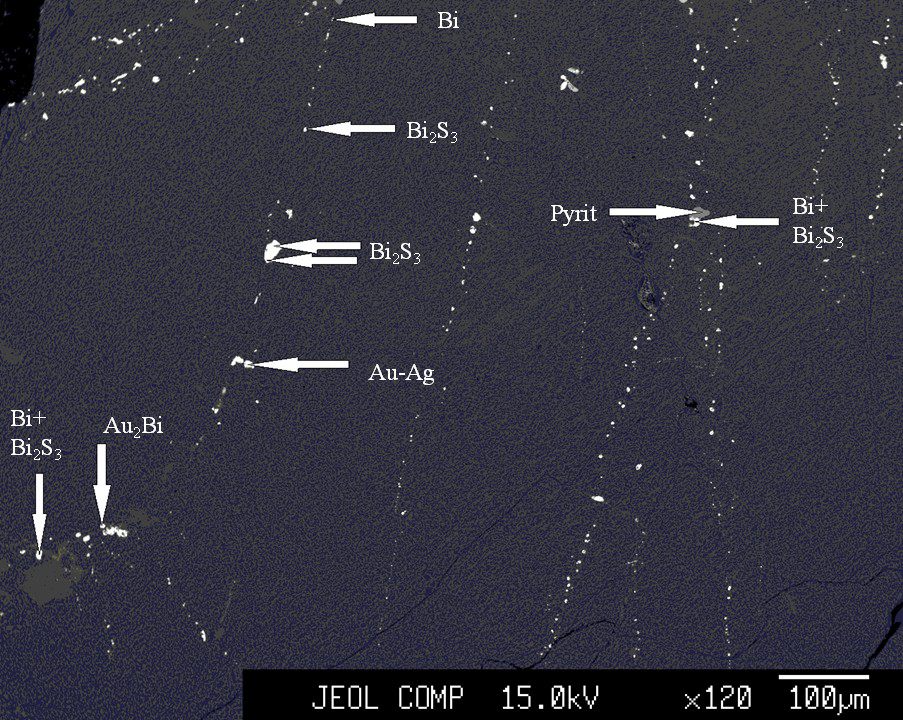
Bismuthinit, Maldonit, Bismut, Pyritund Au-Ag aus der Goldmine Ädelfors, angeordnet entlang von sog. Trails, wahrscheinlich ehemalige Risse.

Bismuthinit bildet sich meist in niedrig- bis hochgradigen Hydrothermal-Adern, kann aber auch pneumatolytisch in Kassiterit-Wolframit-Lagerstätten oder als Exhalationsprodukt vulkanischer Gase entstehen. Als Begleitminerale können unter anderem gediegen Bismut, Aikinit, Arsenopyrit, Stannit, Galenit, Pyrit, Quarz, Chalkopyrit und Turmalin auftreten.
Als häufige Mineralbildung ist Bismuthinit an vielen Fundorten anzutreffen, wobei bisher (Stand: 2013) rund 1600 Fundorte als bekannt gelten. An der Oberfläche ist Bismuthinit allerdings wenig beständig und überzieht sich nach einiger Zeit mit einer erdigen, gelblichen Schicht aus Bismit (Wismutocker) oder wandelt sich in Bismutit (Wismutspat) um.
In Deutschland wurde Bismuthinit bereits an vielen Orten im Schwarzwald gefunden, so unter anderem im Bergbaugebiet Wittichen und in den Gruben Clara und Wenzel bei Oberwolfach. Viele Fundorte kennt man auch im sächsischen Erzgebirge wie unter anderem Annaberg-Buchholz, Johanngeorgenstadt und Neustädtel (Schneeberg). Des Weiteren trat das Mineral in verschiedenen Gruben und Steinbrüchen in Bayern (Fichtelgebirge), Hessen (Odenwald), Niedersachsen und Sachsen-Anhalt (Harz), Nordrhein-Westfalen und Rheinland-Pfalz (Siegerland) sowie in Thüringen zutage.
Bekannt aufgrund außergewöhnlicher Bismuthinitfunde sind unter anderem Tasna (Provinz Nor Chichas), Huanuni und Llallagua in Bolivien, wo gut entwickelte Kristalle von über fünf Zentimeter Länge zutage traten. Auch aus Redruth in Cornwall (England) kennt man gut entwickelte Kristalle.
In Österreich konnte Bismuthinit unter anderem am Hüttenberger Erzberg, an mehreren Orten in der Goldberggruppe und im Pöllatal in Kärnten sowie an vielen Orten in den Hohen Tauern (Gastein, Habachtal) in Salzburg und an einigen Stellen in der Steiermark (Brunngraben, Schlossberg, Zinkwand) gefunden werden.
In der Schweiz kennt man das Mineral unter anderem aus dem Bergell (Val Bregaglia) im Kanton Graubünden, der Gemeinde Alto Malcantone im Kanton Tessin sowie aus dem Val d’Anniviers und dem Binntal im Kanton Wallis.
Weitere Fundorte liegen unter anderem in Afghanistan, Argentinien, Australien, Bolivien, Brasilien, Bulgarien, Chile, China, Frankreich, Griechenland, Grönland, Italien, Japan, Kanada, Kasachstan, Korea, Madagaskar, Mexiko, Namibia, Norwegen, Peru, Polen, Portugal, Rumänien, Russland, Schweden, der Slowakei, Spanien, Südafrika, Tadschikistan, Tschechien, Ungarn, Usbekistan, im Vereinigten Königreich (England, Schottland, Wales) und in den Vereinigten Staaten von Amerika (Alaska, Arizona, Colorado, Kalifornien und andere).
Auch in Gesteinsproben vom Ostpazifischen Rücken konnte Bismuthinit nachgewiesen werden.

## Verwendung
Aufgrund seiner relativen Häufigkeit und seinem Bismutgehalt von bis zu 81 % dient Bismuthinit als Rohstoff für die Gewinnung von elementarem Bismut.